# Њуел (Ајова)
Њуел (енгл. Newell) град је у америчкој савезној држави Ајова. По попису становништва из 2010. у њему је живело 876 становника.

## Демографија
Према попису становништва из 2010. у граду је живело 876 становника, што је -11 (-1.2%) становника више него 2000. године.
| Група             | 2000.       | 2010.       |
| Белци             | 852 (96,1%) | 833 (95,1%) |
| Афроамериканци    | 1 (0,1%)    | 3 (0,3%)    |
| Азијати           | 1 (0,1%)    | 3 (0,3%)    |
| Хиспаноамериканци | 28 (3,2%)   | 37 (4,2%)   |
| Укупно            | 887         | 876         |